# Juan Enrique Acuña
Juan Enrique Acuña (Quique) (Posadas, 15 de julio de 1915 - †Buenos Aires, 13 de junio de 1988)fue un escritor, titiritero y productor cultural argentino. 
En 1936 comenzó a desarrollar diversos trabajos y actividades de carácter artístico y cultural que lo llevarían a abandonar sus estudios universitarios de Derecho y Humanidades en 1943. Se dedica entonces a la labor editorial, al periodismo, la literatura y finalmente al teatro.
En 1944, luego de conocer los títeres de Javier Villafañe, Acuña fundó su propio teatro de títeres en 1944, bautizado "Los Títeres del Verdegay" y más tarde, en 1955, creó el grupo Titiritaina. Entre 1961 y 1963 perfeccionó su técnica en Checoslovaquia, en la Universidad Carolina de Praga. De vuelta en Argentina, dirigió el Departamento de Títeres del Teatro IFT. En 1968 se instaló en Costa Rica, donde fundó el Moderno Teatro de Muñecos. 
Muere en la ciudad de Buenos Aires el 13 de junio de 1988.

## Día del Escritor Misionero
El 19 de junio del 2014 la Cámara de Representantes de la Provincia de Misiones instituyó la fecha 13 de junio como el Día del Escritor Misionero en homenaje a Juan Enrique Acuña, quien supo ser un escritor destacado de la literatura provincial. Fue establecido por Ley VI-Artículo 176 en 2014 por ser considerado Acuña escritor fundacional de la Literatura Misionera.